# 甲西駅

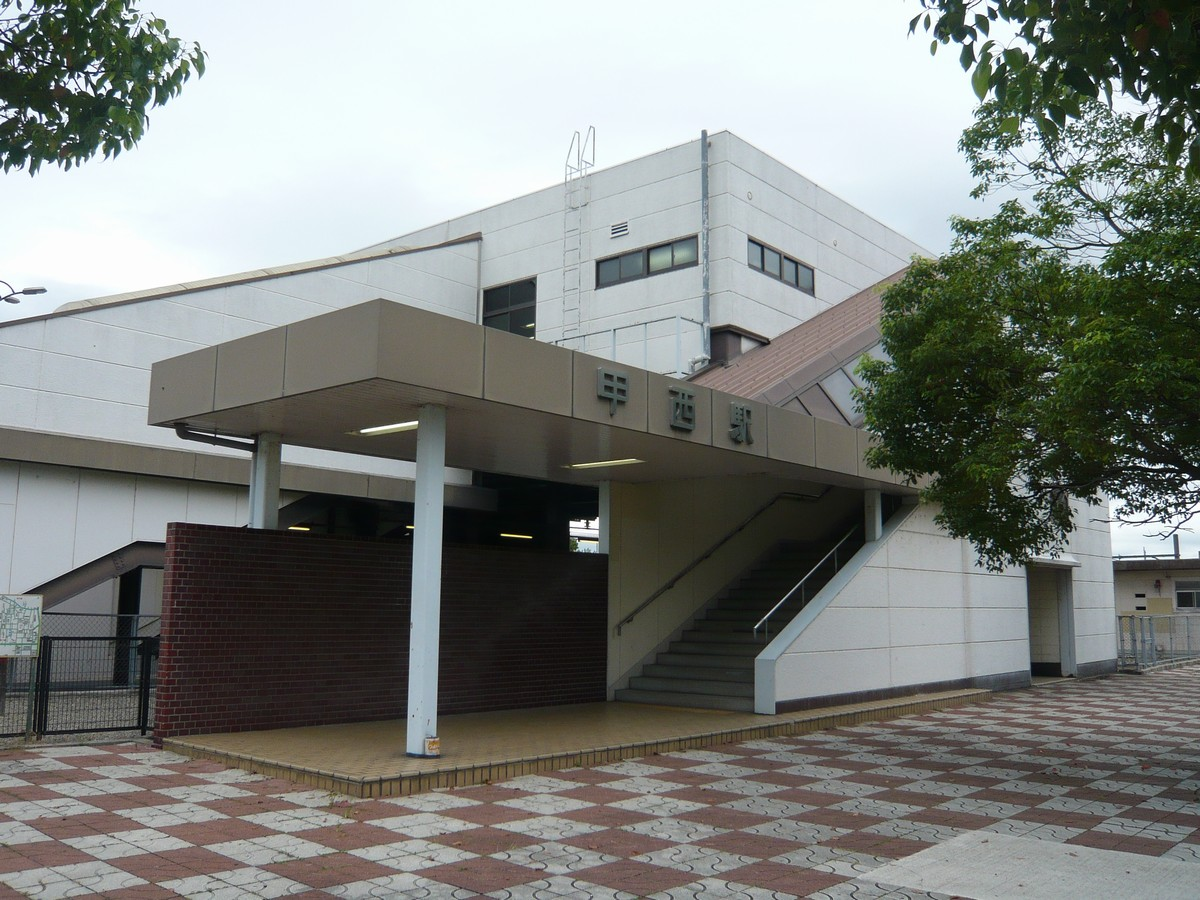
駅舎（南口、2007年9月）

甲西駅（こうせいえき）は、滋賀県湖南市平松にある、西日本旅客鉄道（JR西日本）草津線の駅である。

## 歴史
草津線の駅では最も新しい駅であり、当駅はびわこ国体に際して設置された。

### 年表
- 1981年（昭和56年）10月1日：日本国有鉄道草津線の三雲駅 - 石部駅間に新設開業[2]。
- 1987年（昭和62年）4月1日：国鉄分割民営化により、西日本旅客鉄道の駅となる[2]。
- 1999年（平成10年）1月20日：自動改札機を設置し、供用開始[3]。
- 2003年（平成15年）11月1日：ICカード「ICOCA」の利用が可能となる。
- 2015年（平成27年）3月18日：エレベーター使用開始[4]。

## 駅構造
草津方面に向かって左側に単式ホーム1面1線を持つ地上駅（停留所）。棒線構造のため、柘植方面行きと草津方面行きの双方が同一ホームに発着する。沿線自治体では、当駅への行き違い設備導入を要望している。橋上駅舎を有しており、改札口は1ヵ所のみで、簡易式の自動改札機が設置されている。駅前にはロータリーと駐輪所がある。
草津駅が管理し、JR西日本交通サービスが駅業務を受託する業務委託駅で窓口が設置されているが、早朝と深夜は無人となる。ICOCA利用可能駅（相互利用可能ICカードはICOCAの項を参照）。

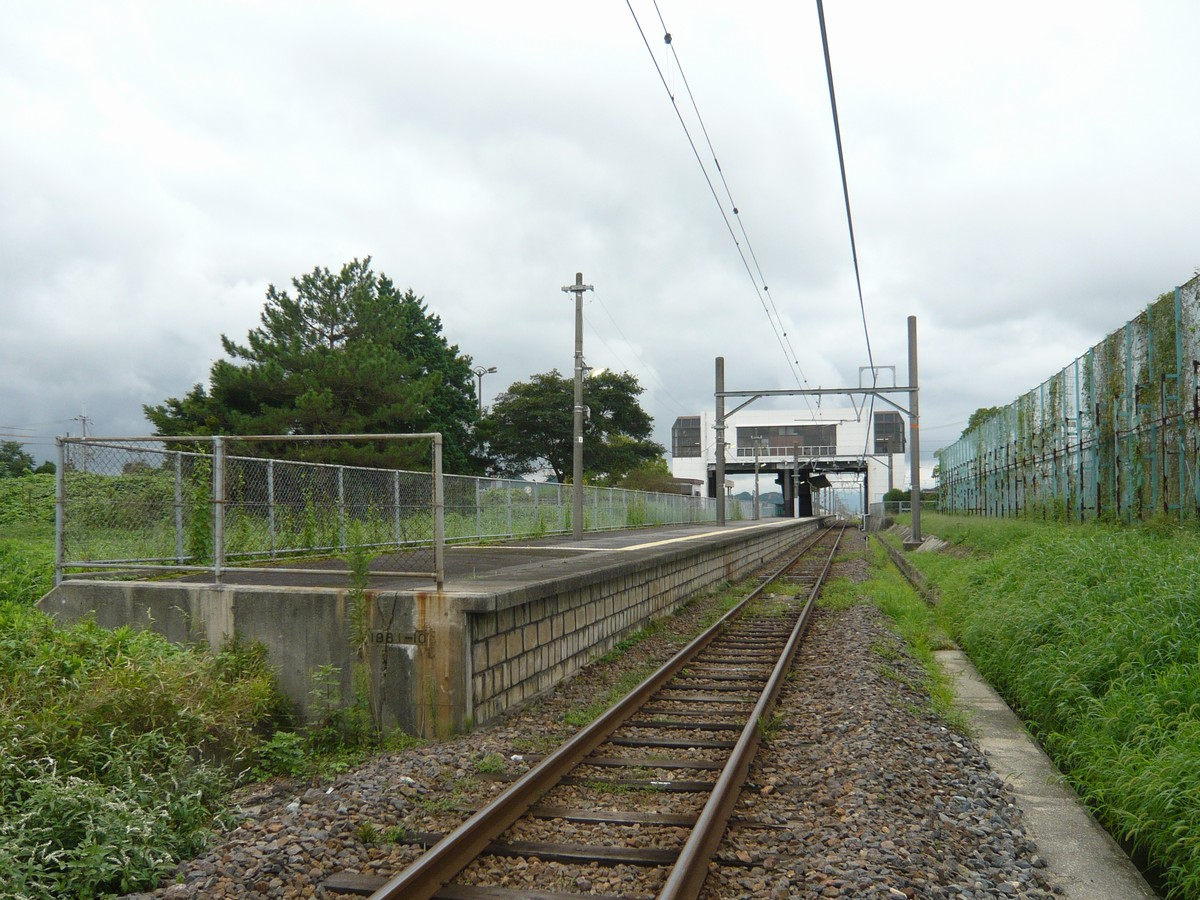
構内（2007年9月、踏切から）

## 利用状況
JR西日本の移動等円滑化取組報告書によれば、2023年度の1日当たりの利用者数は4,090人。「滋賀県統計書」によると、1日平均の乗車人員は以下の通りである。
| 年度   | 1日平均 乗車人員 | 出典        |
| ------ | ---------------- | ----------- |
| 1992年 | 1,857            | [ 統計 2 ]  |
| 1993年 | 1,936            | [ 統計 3 ]  |
| 1994年 | 2,088            | [ 統計 4 ]  |
| 1995年 | 2,171            | [ 統計 5 ]  |
| 1996年 | 2,226            | [ 統計 6 ]  |
| 1997年 | 2,148            | [ 統計 7 ]  |
| 1998年 | 2,181            | [ 統計 8 ]  |
| 1999年 | 2,150            | [ 統計 9 ]  |
| 2000年 | 2,190            | [ 統計 10 ] |
| 2001年 | 2,260            | [ 統計 11 ] |
| 2002年 | 2,293            | [ 統計 12 ] |
| 2003年 | 2,234            | [ 統計 13 ] |
| 2004年 | 2,304            | [ 統計 14 ] |
| 2005年 | 2,422            | [ 統計 15 ] |
| 2006年 | 2,397            | [ 統計 16 ] |
| 2007年 | 2,336            | [ 統計 17 ] |
| 2008年 | 2,395            | [ 統計 18 ] |
| 2009年 | 2,327            | [ 統計 19 ] |
| 2010年 | 2,390            | [ 統計 20 ] |
| 2011年 | 2,334            | [ 統計 21 ] |
| 2012年 | 2,320            | [ 統計 22 ] |
| 2013年 | 2,333            | [ 統計 23 ] |
| 2014年 | 2,358            | [ 統計 24 ] |
| 2015年 | 2,432            | [ 統計 25 ] |
| 2016年 | 2,454            | [ 統計 26 ] |
| 2017年 | 2,410            | [ 統計 27 ] |
| 2018年 | 2,355            | [ 統計 28 ] |
| 2019年 | 2,318            | [ 統計 29 ] |
| 2020年 | 1,923            | [ 統計 30 ] |
| 2021年 | 1,917            | [ 統計 31 ] |
| 2022年 | 2,015            | [ 統計 32 ] |

## 駅周辺
湖南市（旧・甲賀郡甲西町）の中心市街地にあり、駅西側を家棟川（）が流れる。市役所東庁舎・文化ホール・図書館・交番・消防署は駅北側に集約されており、滋賀・三重県道4号線沿いには運送業の営業所もある。北へ抜けると甲西橋（野洲川に架かる橋）を経て国道1号（栗東水口道路）と滋賀県道27号野洲甲西線に至るが、ともに駅からやや離れた所を通る。駅南側は田園風景であるが、駅付近を甲西農道（基幹農道）が、そこから少し離れた南側を東海道が通る。民家は東海道沿いに多く建ち、酒蔵や寺院もこの街道沿いにある。そこから更に南へ進むとタキイ種苗の研究農場（園芸専門学校を併設）や「平松のウツクシマツ自生地」という松の自生地（国の天然記念物）に至るが、ともに駅からやや離れた所にある。

### 北口
- 湖南市役所東庁舎
- 湖南市甲西文化ホール
- 湖南市立甲西図書館
- 甲賀警察署甲西駅前交番
- 甲賀広域行政組合消防本部湖南中央消防署
- 滋賀県立甲西高等学校
- 湖南市立甲西中学校
- 医療生協こうせい駅前診療所
- 関西みらい銀行甲西支店
- 滋賀銀行甲西中央支店
- イトマンスイミングスクール甲西校
- 滋賀県道・三重県道4号草津伊賀線

### 南口
- 北島酒造[10]
- 美松（）ゴルフセンター - ゴルフ練習場
- 平松こども園
- 大和川紙工滋賀工場[11]
- 両宮常夜燈
- 西教寺[12]
- 甲西農道（基幹農道）[7]
- 旧東海道

備考
かつては駅北側のロータリー内にD51形蒸気機関車が静態保存されていたが、駅周辺整備事業を行うため湖南市は2008年6月に引き取り希望者の募集を行った。その結果、ヤマザキマザックが引き取ることとなり、同年8月に譲渡された。同機はその後、2019年にヤマザキマザック工作機械博物館へ移設し、同館の保存機として展示している。

## バス路線
北口のロータリー内に「甲西駅北口」停留所があり、湖南市コミュニティバスの路線が発着する。南口のロータリー内には「甲西駅南口」停留所を設けているが、2022年4月1日のダイヤ改正以降はコミュニティバスの発着が無くなったため、デマンドタクシー専用停留所となった。
| 甲西駅北口             | 甲西駅北口 | 甲西駅北口 |
| 運行事業者             | 系統または路線名・行先 | 備考 |
| ---------------------- | --- | --- |
| 湖南市コミュニティバス | 菩提寺線（甲西駅ルート）：甲西駅北口 / イオンタウン湖南 下田線（甲西駅ルート）：甲西駅北口 / イオンタウン湖南 ひばりヶ丘線：甲西駅北口 / イオンタウン湖南 リハビリ病院線：甲西リハビリ病院 甲西南線（三雲小学校ルート）：三雲小学校 | 菩提寺線（甲西駅ルート）：イオンタウン湖南行きは1日2便のみ。最終便は平日のみ運行。 下田線（石部ルート）：イオンタウン湖南行きは1日2便のみ。一部便は平日のみ運行。 ひばりヶ丘線：イオンタウン湖南行きは1日2便のみ。最終便は平日のみ運行。 リハビリ病院線：平日のみ運行 甲西南線（三雲小学校ルート）：学校登校日に朝1便のみ運行 |

付記事項
- 駅付近にあった停留所
  - かつては国道1号沿い（現在の滋賀県道・三重県道4号線沿い）に「甲西中学校」停留所があり、水口方面と草津方面を結ぶ長距離路線（例：［水口町役場前 - 草津駅 / 浜大津 / 京都駅八条口］を結ぶ、滋賀交通の路線バス）が発着していた。なお、湖南市コミュニティバスにも同名の停留所はあるが、その位置は異なる[注釈 3]。
- デマンドタクシー
  - 予約制小型乗合タクシーの「あいのりこなん」（甲西南線エリア[17]、医療センターエリア[18]）は、駅北口と駅南口の両側に停留所を設けている。
- 高速バス
  - 当駅には高速バスおよび夜行バスは乗り入れないが、2022年に公開した映画『線は、僕を描く』に当駅のバスロータリーが映る[19][20][21]。このシーンは青山霜介（演：横浜流星）と篠田千瑛（演：清原果耶）が夜行バスから降りるシーンのロケ地として使われ[19][20][21]、同映画の公開を記念して開催されたデジタルスタンプラリーのチェックポイントの1つに指定された[22]。

## 隣の駅
西日本旅客鉄道（JR西日本）
 草津線
三雲駅 - 甲西駅 - 石部駅

### 記事本文